# Прощай, Багдад
Художественный фильм (драма) посвящен истории 16-летнего еврейского мальчика, который проживает последние дни Багдадской еврейской общины 1950-х годов и накануне репатриации в Израиль.
В то время Ирак изо всех сил пытался преодолеть свое поражение в Арабо-израильской войне 1948 года против зарождающегося Государства Израиль и разрывался между монархизмом, сепаратизмом и социализмом. С другой стороны, старейшая еврейская община в мире, которые в то время составляли около 1\7 части населения столицы Багдада, также боролись между своими историческими и культурными отношениями с иракским народом, растущей поддержкой социалистического движения партии Баас и своей солидарностью с государством Израиль и Сионизмом. Саддам придет к власти только в 1979 г.
Название фильма: на арабском «Мутайир аль-хаммам» مطير الحمام (летящий голубь); на иврите: мафриах ха-йоним (летящий в воздухе голубь). В английском прокате: «Прощай Багдад» (Farewell Baghdad).